# マスティン (ミサイル駆逐艦)
| USS Mustin |                                                                                              |
| 艦歴       |                                                                                              |
| 発注       | 1998年3月6日                                                                                 |
| 起工       | 2001年1月15日                                                                                |
| 進水       | 2001年12月12日                                                                               |
| 就役       | 2003年7月26日                                                                                |
| 退役       |                                                                                              |
| その後     | 就役中                                                                                       |
| 要目       |                                                                                              |
| 排水量     | 9,648 トン                                                                                   |
| 全長       | 155.3 m (509 ft 6in)                                                                         |
| 全幅       | 20.1 m (66 ft)                                                                               |
| 吃水       | 9.4 m (31 ft)                                                                                |
| 機関       | COGAG方式                                                                                    |
| 機関       | LM 2500-30ガスタービンエンジン (27,000shp) ×4基                                              |
| 機関       | 可変ピッチプロペラ（5翔）×2軸                                                                |
| 最大速     | 31ノット                                                                                     |
| 航続距離   | 4,400 海里（20ノット時）                                                                     |
| 乗員       | 士官、兵員 380名                                                                             |
| 兵装       | Mk.45 mod.4 5インチ単装砲 ×1基                                                               |
| 兵装       | Mk.38 25mm単装機関砲 ×2基                                                                    |
| 兵装       | Mk.15 20mmCIWS×1基                                                                           |
| 兵装       | M2 12.7mm機銃 ×4挺                                                                           |
| 兵装       | Mk.41 mod.7 VLS ×96セル - SM-2MR SAM - ESSM 短SAM - VLA SUM - トマホーク SLCM などを発射可能 |
| 兵装       | Mk.32 3連装短魚雷発射管×2基                                                                  |
| 艦載機     | MH-60R×2機搭載可能                                                                           |
| C4ISTAR    | AWS B/L 6 (Mk.99 GMFCS×3基)                                                                  |
| C4ISTAR    | AN/SQQ-89A(V)15                                                                              |
| センサ     | AN/SPY-1D(V) 多機能レーダー×4面                                                              |
| センサ     | AN/SPS-67 対水上レーダー×1基                                                                 |
| センサ     | AN/SQS-53C(V)1艦首装備ソナー                                                                 |
| 電子戦     | AN/SLQ-32(V)3 ESM/ECM装置                                                                    |
| 電子戦     | Mk 36 SRBOC デコイ発射機                                                                     |
| モットー   | Toujours L'Audace "Always Be Bold"                                                           |

マスティン (英語: USS Mustin, DDG-89) は、アメリカ海軍のアーレイ・バーク級ミサイル駆逐艦の39番艦。艦名は多くの海軍軍人が輩出したマスティン家にちなむ。その名を持つ艦としては2隻目である。マスティンは、ステルス性を高めるため煙突を上部構造内に埋め込まれて建造された、最初のアーレイ・バーク級である。

## 艦歴
マスティンの建造契約は1998年3月6日にインガルス造船所に発注された。2001年1月15日に起工、2001年12月12日に進水し、2003年7月26日に就役した。
2006年7月、マスティンは日本の横須賀に配備された。ミサイル防衛対応艦船である。
2020年12月19日に中華人民共和国への牽制として台湾海峡を通過したと、アメリカ第7艦隊が発表した。
2021年4月4日、台湾東方のフィリピン海で、南下する中国人民解放軍海軍の空母「遼寧」を監視するクルーの映像がアメリカ海軍により公開された。
同年7月22日、15年に及ぶ前方展開任務終え帰国しサンディエゴに港に入港した。帰国後は近代化改修を受ける 。